# Gomito
Il gomito è la regione anatomica che circonda e comprende l'omonima articolazione dell'arto superiore, tra il braccio e l'avambraccio.

## Anatomia

### Articolazione
Sebbene venga trattata come un'unica articolazione, in essa è possibile riconoscere tre distinte articolazioni accomunate tuttavia da un'unica capsula ed un'unica cavità articolare:
- articolazione omero-radiale: enartrosi fra il condilo dell'omero e la fossetta del capitello del radio.
- articolazione omero-ulnare: ginglimo angolare fra la troclea dell'omero e l'incisura semilunare dell'ulna: permette i movimenti di flessione ed estensione.
- articolazione radio-ulnare prossimale: ginglimo laterale fra la circonferenza articolare del capitello del radio e l'incisura radiale dell'ulna: permette la pronosupinazione della mano.

#### Capsula articolare e legamenti
Come già detto, le tre articolazioni possiedono una capsula articolare comune. La capsula origina dall'epifisi distale dell'omero seguendo, sulla faccia posteriore, una linea arcuata che dall'epicondilo si porta al margine superiore della fossetta olecranica per poi ridiscendere all'epitroclea e alla sua superficie inferiore; da qui si continua allo stesso modo al margine superiore della fossetta coronoidea e della fossetta radiale per poi ridiscendere verso l'epicondilo e alla sua superficie inferiore. Quindi la capsula si inserisce, sull'ulna, al margine della cartilagine articolare dell'incisura semilunare e, sul radio, si inserisce sul collo della testa del radio. Infine la capsula si chiude inferiormente, tra ulna e radio, tendendosi tra i margini dell'incisura radiale dell'ulna e quelli della circonferenza articolare della testa del radio. A rinforzare la capsula provvedono vari legamenti intrinseci.

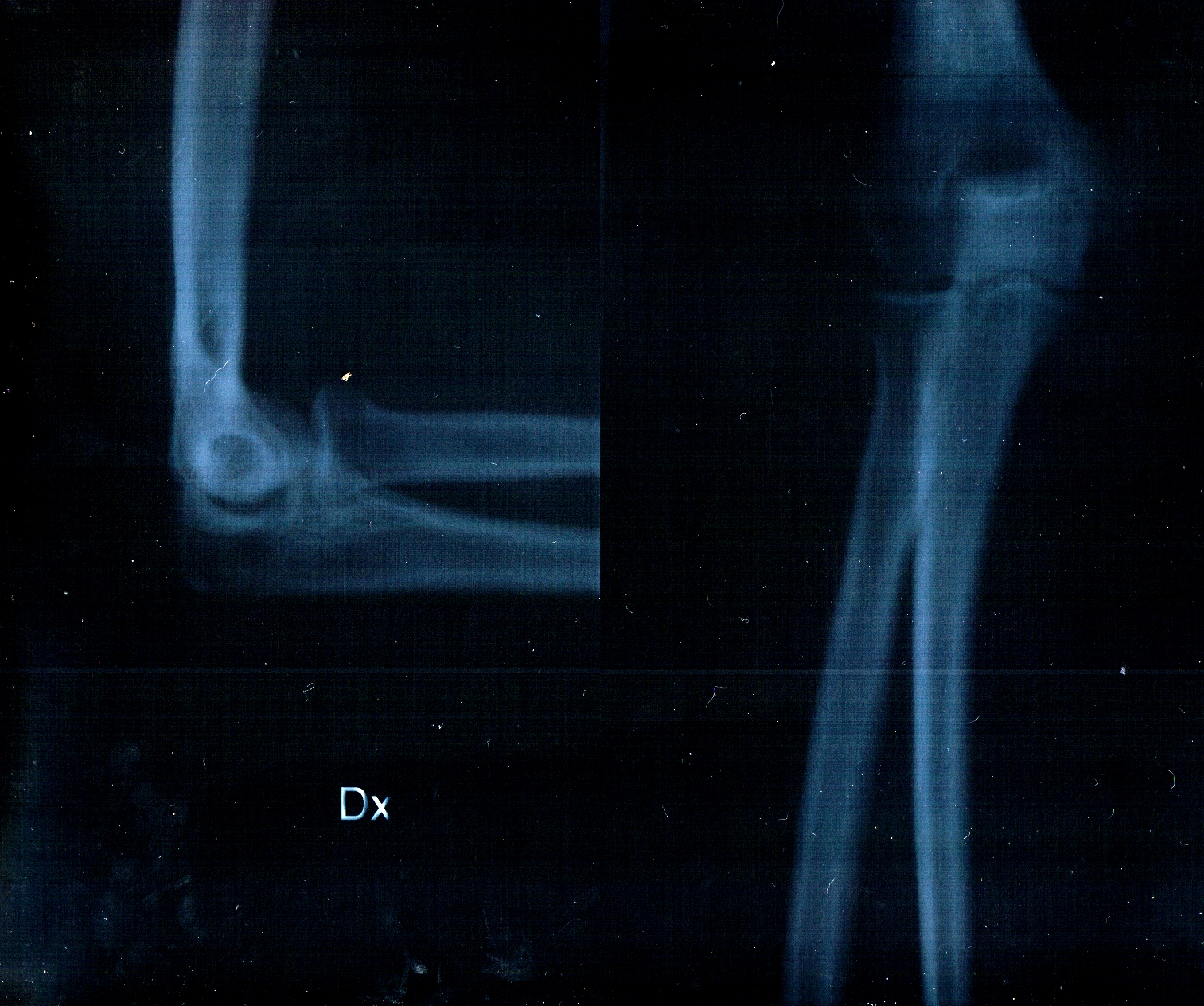
L'articolazione del gomito vista ai raggi X.

##### Legamento anulare del radio
Origina dal margine anteriore dell'incisura radiale dell'ulna e, avvolgendo il collo della testa del radio, si inserisce al margine posteriore della stessa incisura radiale.

##### Legamento collaterale mediale o ulnare
È formato da fibre che dall'epicondilo mediale dell'omero si allargano a ventaglio per inserirsi sul margine mediale dell'incisura trocleare dell'ulna, dal processo coronoideo all'olecrano.

##### Legamento collaterale laterale o radiale
Origina dall'epicondilo laterale dell'omero e si inserisce con tre fasci: anteriore, medio e posteriore. Il fascio anteriore si inserisce sull'ulna, davanti all'incisura radiale; il fascio medio si fissa dietro alla stessa incisura; il fascio posteriore raggiunge la faccia laterale dell'olecrano.

##### Legamento quadrato
Origina dal margine inferiore dell'incisura radiale dell'ulna e si inserisce al margine inferiore della circonferenza articolare della testa del radio.

##### Legamento arciforme (detto anche di Cooper)
Origina dalla superficie mediale del processo coronoideo e si inserisce alla base dell'olecrano.

## Funzione e fisiologia
L'articolazione del gomito ha due gradi di libertà e i movimenti che possono essere esercitati su di essa sono la flessione, l'estensione, la pronazione e la supinazione.